# Maksym Drachenko
Maksym Drachenko (en ucraniano:Драченко Максим Олегович; Cherkasy, 28 de enero de 1990) es un futbolista ucraniano que juega de centrocampista en el F. C. Kyzyl-Zhar S. K. de la Liga Premier de Kazajistán. Inició su carrera deportiva en las categorías juveniles del FK Shajtar Donetsk y en 2010 fue transferido al Olimpik Donetsk club con el que debutó como profesional en 2011.

## Estadísticas
Actualizado el 17 de mayo de 2014.
| Club                          | Temporada           | Liga | Liga | Copa nacional | Copa nacional | Total | Total | Prom. · |
| Club                          | Temporada           | PJ   | G    | PJ            | G             | PJ    | G     | Prom. · |
| ----------------------------- | ------------------- | ---- | ---- | ------------- | ------------- | ----- | ----- | ------- |
| F. C. Olimpik Donetsk Ucrania | 2011-12             | 21   | 1    | -             | -             | 21    | 1     | 0,04    |
| F. C. Olimpik Donetsk Ucrania | 2012-13             | 8    | 0    | 1             | 0             | 9     | 0     | 0,00    |
| F. C. Olimpik Donetsk Ucrania | 2013-14             | 26   | 5    | 1             | 1             | 27    | 6     | 0,22    |
| F. C. Olimpik Donetsk Ucrania | Total               | 55   | 6    | 2             | 1             | 57    | 7     | 0,12    |
| Total en su carrera           | Total en su carrera | 55   | 6    | 2             | 1             | 57    | 7     | 0,12    |